# Амедян, Сергей Левонович
Серге́й Лево́нович Амедя́н (8 августа 1929, Тбилиси — 16 августа 2015, Москва) — советский и российский гобоист и музыкальный педагог, солист симфонического оркестра Ереванской филармонии и оркестра московского Большого театра, Заслуженный артист РСФСР (1976).

## Биография
в 1948 году окончил Ереванское музыкальное училище. С 1948 по 1951 года он учился у Сурена Асояна в Ереванской консерватории. В 1951—1952 годах Амедян учился Михаила Иванова в Московской консерватории. В 1953 году он окончил Ереванскую консерваторию по классу Асояна.
Одновременно с учёбой в консерватории с 1948 по 1951 год работал солистом симфонического оркестра Ереванской филармонии. В 1952 году он стал солистом оркестра Большого театра в Москве. Позже Амедян исполнял обязанности инспектора сцены Большого театра. С 1958 по 1965 год он преподавал в Центральной средней специальной музыкальной школе при Московской консерватории.
В 1976 году ему было присвоено звание заслуженный артист РСФСР. В 2001 году указом президента Владимира Путина он был награждён медалью ордена «За заслуги перед Отечеством» II степени «за многолетнюю плодотворную деятельность в области культуры и искусства».

## Награды и звания
- Лауреат I премии IV международного фестиваля молодёжи и студентов (Бухарест, 1953)
- Заслуженный артист РСФСР (1976)
- Медаль ордена «За заслуги перед Отечеством» II степени (2001)